# Saint-Éloi (Rodez)
Pour les articles homonymes, voir Saint Éloi.
Saint-Éloi est un quartier à vocation résidentielle et étudiante de la ville de Rodez, préfecture de l'Aveyron.

## Géographie
Saint-Éloi se situe en contrebas du centre-ville ruthénois, au Nord de la commune.

## Histoire

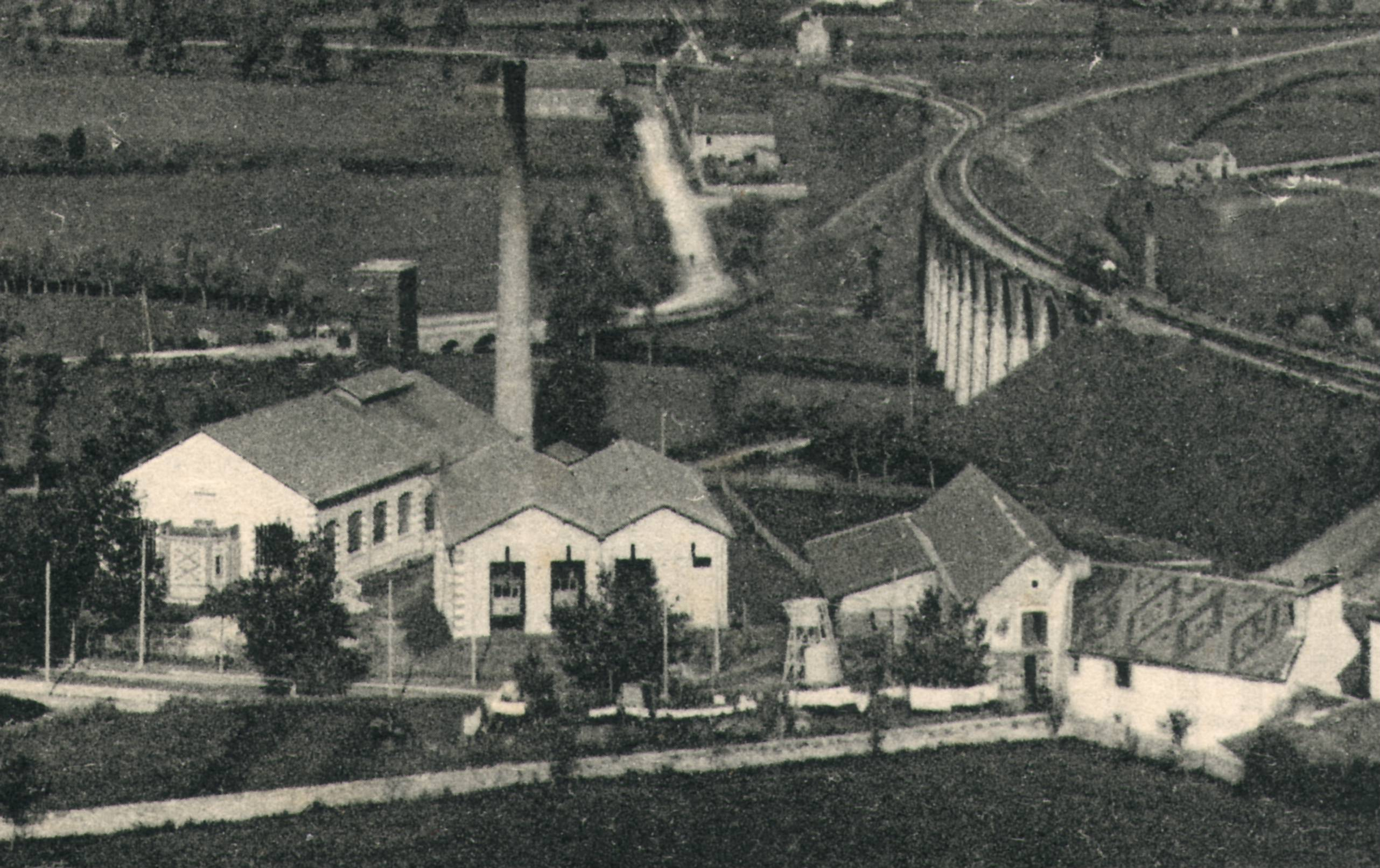
Le dépôt du tramway de Rodez, sur le site de Saint-Éloi.
De gauche à droite, l'usine électrique et sa cheminée, à droite, le dépôt. On distingue ensuite un échafaudage roulant en bois, destiné à l'entretien de la ligne électrique. Le Pont saint-Félix avec, au fond, la bifurcation entre la ligne de Carmaux et celle de Capdenac.

Ce quartier a commencé à prospérer à la fin du XIXe siècle, lors de l'arrivée du chemin de fer et en particulier le 5 novembre 1860, date de construction de la gare de Rodez. Les premières maisons et les entreprises (usines, transports) sont apparues à la fin du XIXe siècle, autour du chemin de fer. Le dépôt et l'usine électrique étaient situés le long de l'avenue de la gare, soit aujourd'hui sur l'avenue du Maréchal Joffre. La compagnie produisait sa propre énergie électrique, au moyen de deux chaudières horizontales d'une puissance de 200 kW, alimentant deux machines à vapeur Sulzer de 130 CV dotées d'un économiseur Green. Celles-ci entraînaient deux dynamos débitant 182 ampères sous 550 V. Dans les années 1970, période propice de l'après-guerre, de nombreuses habitations sont sortis de terre ; des maisons individuelles, résidences et un quartier d'habitations à loyers modérés. 

## Monuments historiques
- Gare SNCF de Rodez
- Viaduc ferroviaire en grès rouge, surplombant la rocade

## Quartier étudiant
L'IUT de Rodez est présent sur le site de Saint-Éloi depuis 1989. D'ici 2016, un campus universitaire sur 6 hectares avec bibliothèque universitaire, présence du Crous, de logements sera en fonction sur le site de Saint-Éloi. Après la restructuration et l'extension de l'IUT entre 2009 et 2012, ce campus s'implanterait sur l'ensemble du domaine d'EDF-GDF. À terme, ce site devrait concentrer plus de 10 000 étudiants sur des filières scientifiques, hydroélectriques, mécaniques ou agro-alimentaires.

## Association de quartier
L'association Delta Saint-Éloi Ramadier organise les festivités du quartier (repas, vide-greniers, festival Ramazick, fêtes interculturelles...) ainsi que les voyages pour les enfants et adolescents, les activités du Centre de loisirs.

## Bus
6 arrêts du réseau Agglobus permettent de desservir ce quartier :
- Canac : ligne C
- Saint-Éloi : lignes C - F
- Centre de secours : lignes C - D
- Maréchal Joffre : lignes D - F
- Gare S.N.C.F : lignes C - D - Dim - F - S
- Les Monts d'Auvergne : lignes C - D - Dim - F - S